# Roncq
Roncq es una localidad y comuna francesa, situada en el departamento de Norte, en la región de Norte-Paso de Calais.
Roncq se encuentra entre Lille y Halluin, cercana a Roubaix, Tourcoing y Mouvaux.

## Demografía
| 2 910                     | 2 513 | 2 575 | 2 731 | 3 133 | 3 098 | 3 378 | 3 637 | 4 241 | 4 948 | 5 479 | 5 490 | 5 825 | 5 716 | 6 104 | 6 734 | 6 726 | 6 678 | 6 542 | 6 507 | 5 950 | 6 237 | 6 573 | 6 812 | 6 787 | 7 097 | 7 536 | 7 820 | 10 756 | 11 725 | 12 035 | 12 705 | 12 776 |
| (Fuente: INSEE y Cassini) |       |       |       |       |       |       |       |       |       |       |       |       |       |       |       |       |       |       |       |       |       |       |       |       |       |       |       |        |        |        |        |        |

## Historia
Su nombre proviene de "runch" (hombre) o "roncinium" (lugar lleno de zarza). Se menciona por primera vez en 1055 en virtud de la ortografía "Runch". El nombre actual aparece en 1330 en un registro de la abadía de Marquette.
La parroquia de Roncq está situada en el corazón de Ferrain, que pertenece al Chatellenie de Lille. Depende de la diócesis de Tournai y de  la sede en Saint-Pierre, Lille para cualquier trámite conciso.
En 1555 pasó a manos de España hasta 1668.
La ciudad es invadida por los prusianos en 1792 y en 1793 en la llamada batalla de Tourcoing.